# Hans Heinrich von Thyssen-Bornemisza
Hans Heinrich von Thyssen-Bornemisza et Impérfalva (Scheveningen, La Haya, Holanda, 13 de abril de 1921-San Feliu de Guíxols, España, 26 de abril de 2002), llamado coloquialmente Heini Thyssen, fue un reconocido empresario y coleccionista neerlandés de arte que ostentó el título nobiliario de barón.
Miembro destacado de la saga alemana Thyssen, una de las más poderosas de la industria europea, el barón lideró un emporio multinacional con más de 200 empresas, pero es mayormente recordado ahora como mecenas. Impulsó la fundación del Museo Thyssen-Bornemisza de Madrid, inaugurado en 1992 para exhibir el núcleo más valioso de su fabulosa colección privada de pintura antigua, moderna y contemporánea, considerada la más importante de las formadas en el siglo XX y que habían reunido él y su padre en Lugano (Suiza) a lo largo de seis décadas. 
Nacido en Holanda, el barón Thyssen-Bornemisza tuvo ciudadanía suiza, título nobiliario húngaro, residencia legal en Mónaco (a efectos fiscales) y otras casas en Reino Unido, Francia y Jamaica, si bien durante su vejez vivió principalmente en España. Su quinta y última esposa, Carmen "Tita" Cervera, contribuyó con él decisivamente en las negociaciones para la apertura del museo de Madrid y ha prolongado los afanes coleccionistas de la familia conformando su propio repertorio.

## Antecedentes: la familia
Hans Heinrich nació en Scheveningen, un barrio costero de La Haya, hijo de Heinrich Thyssen (1875-1947), primer barón Thyssen-Bornemisza, y de la primera de sus tres esposas, la baronesa húngara Margit Bornemisza de Kászon e Impérfalva (1887-1971). 
La familia Thyssen fue una de las más poderosas de la industria europea en el siglo XX. Su fortuna había sido cimentada a finales del XIX por el abuelo de Hans Heinrich, August (1842-1926): se especializó en la producción de acero, mayormente para la industria armamentística; un sector que floreció en los años previos a la Primera Guerra Mundial. August Thyssen levantó una red de empresas que cubrían todo el proceso productivo: desde la extracción de carbón para las fundiciones, hasta trenes y buques para la distribución del acero; e incluso se dotó de una firma bancaria propia. Aunque era un hombre de costumbres austeras, adquirió un castillo (Landsberg) cerca de Essen. Allí están enterrados él y sus sucesores.

### Auguste Rodin, germen de la colección
Fue el patriarca August el primer miembro de la saga Thyssen que se adentró en el mundo del arte: si bien la pintura no le interesaba y apenas reunió algunos retratos de reciente creación y copias de cuadros famosos, en 1900 conoció al escultor Auguste Rodin cuando visitó la Exposición Universal de París, y años después (hacia 1906-11) le encargó siete estatuas de mármol, de las que seis se exponen en el museo de Madrid; cuatro pertenecen a Carmen Cervera y dos a Francesca Thyssen-Bornemisza. Se cree que el encargo de Thyssen a Rodin pudo tener por mediador al escritor Rilke, quien entonces trabajaba como secretario del escultor francés.
Ya en su vejez August Thyssen vio cómo su familia se separaba en dos ramas: su primogénito Fritz permaneció en Alemania y continuó trabajando en la industria pesada; mientras que su hijo menor Heinrich, luego primer barón Thyssen-Bornemisza, se instaló en Hungría (y sucesivamente en Holanda y Suiza), optó por invertir en sectores más variados, y en su madurez se consagró a coleccionar pintura antigua. Heinrich tuvo cuatro hijos: Stephan, Margit, Gabrielle (Gaby) y Hans Heinrich (Heini), quien sería su sucesor tanto en los negocios como en el coleccionismo.

### Un matrimonio de «hermanos»
El esposo de Carmen Cervera ostentó el apellido compuesto Thyssen-Bornemisza y el título de barón gracias a la peculiar boda de sus padres. Su padre Heinrich había cursado estudios en Londres y se estableció en Hungría en 1905. En Budapest se casó con Margit Bornemisza, la hija del barón Gábor (Gabriel) Bornemisza de Kászon et Impérfalva (1859-1915), quien era Asistente de Cámara del rey húngaro (entonces, el emperador Francisco José). Gábor Bornemisza, al no tener ningún hijo varón a quien transmitir su título, se lo legó a su yerno Heinrich Thyssen en 1907 tras recibir la aprobación del rey. Esto se formalizó mediante un singular trámite: el suegro acogió al yerno como hijo adoptivo; por lo cual en cierto modo la nueva pareja Thyssen-Bornemisza eran hermanos. 
La familia de barones Bornemisza contaba con miembros de gran relevancia en la nobleza húngara; los abuelos paternos de la baronesa Margit Bornemisza eran el barón Albert Bornemisza de Kászon e Impérfalva (1832-1899) y la condesa Gabriella Kornis de Gönczruszka (1834-1902), quienes eran oriundos de la región de Transilvania. Sus bisabuelos eran el barón Pál Bornemisza de Kászon e Impérfalva (1787-1859) y la condesa Klára Mikes de Zabola (1805-1852), quién provenía de una muy prominente y antigua familia húngara transilvana.
El enlace Thyssen-Bornemisza aseguró la continuidad de la baronía húngara (si bien asociada a un apellido extranjero) y también proporcionó a la baronesa Margit una cómoda posición económica, que le resultaría providencial en su exilio por la revolución comunista. Es de suponer que fue un matrimonio concertado, tal como se estilaba en la alta sociedad: una alianza entre la aristocracia ya en declive y la alta burguesía enriquecida por la actividad industrial.
Los Bornemisza tenían lazos familiares con Estados Unidos: la madre de Margit era Louise Price, una norteamericana que afirmaba descender de los colonos del Mayflower. Los Price tuvieron cierto parentesco con los antepasados del político John Kerry.

### En Hungría
La nueva pareja Thyssen-Bornemisza adquirió como residencia un palacio que había pertenecido a los Batthyány ubicado en Rohoncz, en el extremo oeste de Hungría. Esta mansión de tamaño principesco (tenía 365 ventanas) dio nombre a la colección familiar en los primeros catálogos publicados (Sammlung Schloss Rohoncz) si bien nunca albergó la colección propiamente dicha; en realidad el primer barón empezó a coleccionar arte de manera sistemática varios años después, tras mudarse a Holanda. Actualmente la localidad de Rohoncz se llama Rechnitz debido a que fue rebautizada tras pasar a ser territorio de Austria por el Tratado de Trianón suscrito en 1920; y el palacio de los Thyssen resultaría destruido por el Ejército rojo en 1945.

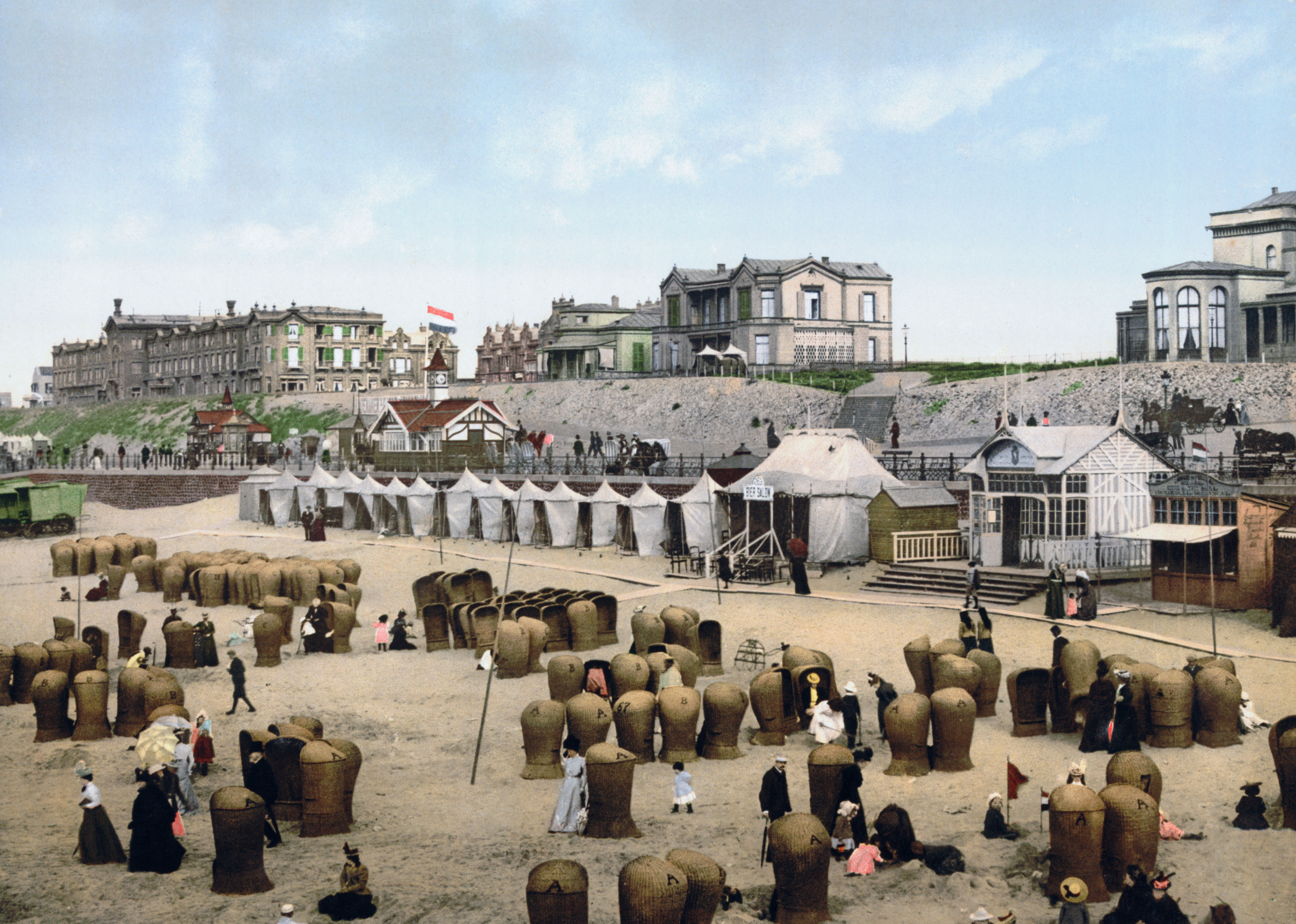
Fotografía antigua de la playa de Scheveningen, localidad natal del barón.

### En Holanda y Suiza
En 1919, ante la revolución comunista encabezada por Béla Kun en Hungría, la familia Thyssen-Bornemisza optó por salir del país y se estableció en Holanda, donde estaban radicadas varias de sus empresas. En La Haya el primer barón empezó a conformar su colección y allí nació su último hijo Hans Heinrich en 1921. Los barones se separaron pocos años después, y tras obtener el divorcio Heinrich contrajo segundas nupcias en 1932 con una joven berlinesa, Maud Feller, modelo fotográfica y dependienta de una galería de arte, quien ejerció una decisiva influencia en la colección: con el asesoramiento del experto Rudolf J. Heinemann persuadió al barón para que sumase pinturas de nivel superior, y también fue idea suya adquirir y redecorar Villa Favorita, una suntuosa mansión en Castagnola (Suiza), a orillas del Lago de Lugano. Se la compraron a los herederos del difunto príncipe Federico Leopoldo de Prusia con el dinero obtenido en la venta de un cuadro de Watteau.  
El matrimonio construyó en el jardín de Villa Favorita un pabellón con 18 salas para exhibir su colección, que crecía rápidamente. Ya en 1930 se había expuesto en la Neue Pinakothek de Múnich un conjunto de 400 piezas, y en apenas una década el barón Heinrich sumó muchas de las mejores, mayormente de los siglos XV y XVI: Jan van Eyck (Díptico de la Anunciación), Durero (Jesús entre los doctores), Holbein (Retrato de Enrique VIII), Cranach (La ninfa de la fuente), Baldung Grien (Retrato de dama, Adán y Eva), Vittore Carpaccio (Joven caballero en un paisaje), Fra Angelico (La Madonna de la humildad), Ghirlandaio (Retrato de Giovanna Tornabuoni), Sebastiano del Piombo (Ferry Carondelet y sus secretarios), Caravaggio (Santa Catalina), Frans Hals (Grupo familiar con siervo negro)... Este museo particular abrió sus puertas en septiembre de 1936, si bien brevemente pues tuvo que cerrarse por la Segunda Guerra Mundial. Sería reabierto por el segundo barón en la siguiente década. 
Otra rama de los Thyssen, encabezada por Fritz, hermano mayor del primer barón, permaneció en Alemania y respaldó a Adolf Hitler en su despegue político, lo que provocaría controversia años después: de manera simplista se asoció el apellido Thyssen al nazismo, obviándose que existían dos familias Thyssen diferentes, distanciadas tanto en los negocios como en la relación personal. Mientras, los Bornemisza de Hungría huyeron a Costa Rica, tras la Ocupación soviética.

## Negocios, matrimonios y arte
Hans Heinrich, a quien sus allegados llamaban Heini, tuvo una infancia más bien solitaria en Holanda. Fue criado por una niñera a la que cogió mucho cariño (Edda Voltz, quien se suicidaría durante la invasión nazi) y a sus padres no los veía con frecuencia. Se divorciaron cuando él tenía seis años, pero no lo supo hasta tres años después. Paradójicamente, Heini empezó a convivir más tiempo con sus padres (por separado) una vez divorciados. Tuvo una buena relación con ambos, si bien el padre era de carácter más frío y severo.
Estudió en uno de los mejores colegios de La Haya, el Deutsche Realgymnasium, y su primera experiencia laboral fue en Róterdam, en un banco; empezó a trabajar desconociendo que la entidad era propiedad de su familia. Tenía 18 años cuando el ejército alemán invadió Holanda; por orden paterna abandonó el país y se reunió con su madre en Berna (Suiza). Su padre residía sin apenas vida social en la mansión de Lugano; divorciado de Maud Feller y casado por tercera vez, se había vuelto un tanto huraño y su principal dedicación era la colección de arte. El trato entre padre e hijo se fue estrechando gradualmente de modo que Hans Heinrich fue el elegido para tomar las riendas del emporio familiar. Al primogénito Stephan los negocios no le interesaban, y las dos hermanas quedaron en un segundo plano, en parte por el machismo de la época. 
El futuro segundo barón Thyssen completó su formación con Economía y Leyes en Friburgo y Berna. En su juventud el arte no parecía llamarle la atención; prefería la natación y el esquí.  

### Primer matrimonio
Antes de heredar el título paterno, Hans Heinrich se casó en primeras nupcias el 1 de agosto de 1946, a los 25 años de edad, con una aristócrata alemana nacida en Viena: la princesa Teresa de Lippe (1925-2008). Heini celebró la boda sin la presencia de su padre, quien estaba en contra: le veía demasiado joven para casarse y además opinaba que Teresa era inadecuada para él.  
La nueva pareja tuvo en 1950 a su único hijo, Georg Heinrich, en quien el segundo barón delegaría el control de sus empresas y que sería su principal heredero. Pero este matrimonio duró pocos años: Hans Heinrich y Teresa se divorciaron el 14 de mayo de 1954. Para ello suscribieron un acuerdo con una cláusula impuesta por Teresa, que obligaba a Hans Heinrich a dejar en herencia a su primogénito un 25% más de bienes que al siguiente sucesor que pudiera surgir. Al imponer esta condición en favor de su hijo Teresa demostró ser muy previsora: a lo largo de su vida el barón sumó cuatro esposas más y otros tantos hijos.
Teresa de Lippe se casaría en 1960 con el príncipe Friedrich Maximilian de Fürstenberg (1926-1969), con quien tuvo tres hijos más.

### Magnate a los 23 años
La actividad empresarial de Hans Heinrich fue meritoria: en 1944, con apenas 23 años de edad, tuvo que tomar la gestión efectiva del emporio familiar, ya que su padre tenía problemas de salud y firmó un poder notarial cediéndole todo el control. No pocas de las empresas del grupo habían sufrido graves pérdidas en la Segunda Guerra Mundial: sus bienes en diversos países fueron requisados, por ser de origen alemán, y en Róterdam su flota de doce barcos resultó destruida en un bombardeo.
Al fallecer el primer barón en 1947, el joven Hans Heinrich heredó el título. Hay que matizar que la legalidad o vigencia de tal baronía suscita debate: ni Alemania ni Hungría reconocen actualmente los viejos títulos nobiliarios, sobre lo cual ironizó el mismo Hans Heinrich en alguna ocasión. Dotado de un gran sentido del humor, el barón explicó además que el apellido Bornemisza tenía un significado que no cuadraba con él: «Bornemisza significa que no bebe vino, y yo más bien debería decir que no bebo agua».
Siguiendo los pasos de su padre, que había relegado la industria pesada para invertir en la banca y en el sector naval (en el puerto de Róterdam y en los astilleros Bremer Vulkan), Hans Heinrich diversificó todavía más sus inversiones: distribución de gas y petróleo, leasing de contenedores para el transporte marítimo, telecomunicaciones, fábricas de vidrio, de plástico y de elementos de automoción... También se introdujo en el mercado inmobiliario de Estados Unidos; y llegó a invertir en la cría de ovejas en Australia además de poseer alguna granja avícola. Pero al contrario de lo que se cree, el barón no fue propietario de la firma ThyssenKrupp fabricante de ascensores; ésta pertenecía a la rama alemana de la saga, la liderada por su tío Fritz Thyssen, con la que apenas mantuvo relación.

### El primer europeo conjetpropio
Durante varias décadas el barón Thyssen-Bornemisza fue uno de los empresarios europeos más poderosos y viajeros, con numerosos contactos en el mundo empresarial y también en el mercado artístico. Amigo de otros grandes como Henry Ford II, Malcolm Forbes y Gianni Agnelli, era directivo de Heineken International y ostentaba un puesto honorífico en la firma de subastas Sotheby's. Poseía mansiones repartidas por medio mundo (Lugano, París, Londres, Jamaica, Marbella...) y un yate: el Hanse. Compró una mansión campestre con cuadra de caballos en Inglaterra (Daylesford), lo que propició que se codease con la aristocracia británica.
Hans Heinrich fue el primer magnate europeo que contó con un avión Falcon propio y a finales de la década de 1990 su emporio multinacional Thyssen-Bornemisza Group (TBG) sumaba 234 empresas en 26 países, con 14.000 empleados, y facturaba unos 3.000 millones de dólares al año. Pero él no se hizo famoso por su faceta empresarial, sino por su ajetreada vida matrimonial y por sus afanes coleccionistas.

### «Salvador» de la colección paterna

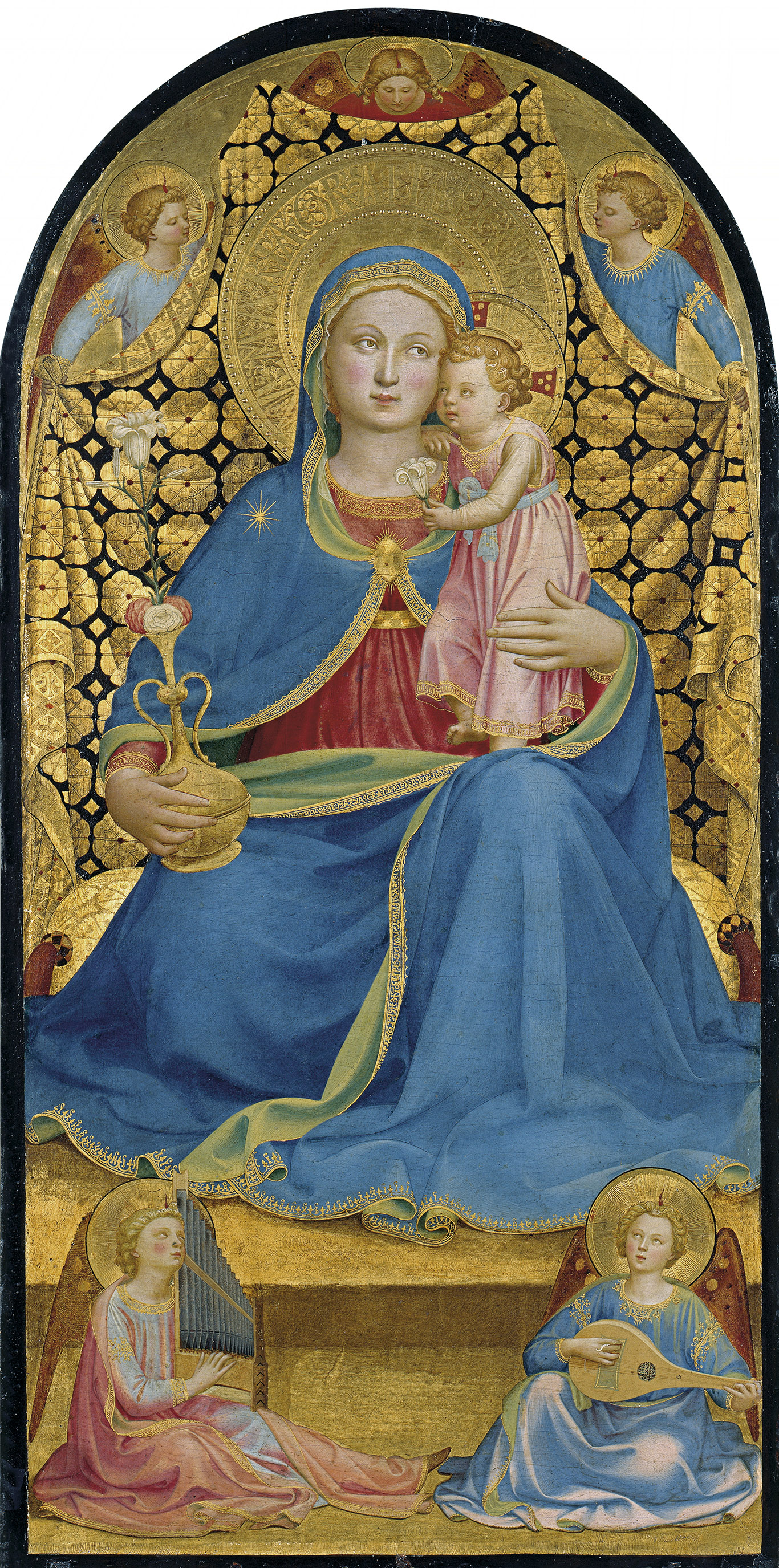
Madonna de la humildad de Fra Angelico, uno de los cuadros que el barón recompró a sus hermanos para rehacer la colección paterna.

Como mecenas, su primera tarea fue reunificar el grueso de la pinacoteca familiar de 525 piezas, repartida entre él y sus tres hermanos. Estos últimos habían impugnado el testamento paterno, que planteaba crear una fundación para asegurar la continuidad del museo de Lugano; preferían disponer libremente de las obras y -presumiblemente- venderlas. Para Hans Heinrich la colección tenía un valor sentimental ya que él había convivido con su padre en Villa Favorita; una etapa que le permitió conocer en profundidad los tesoros familiares y asumir el deber de preservarlos juntos. En el reparto de la herencia Hans Heinrich percibió la porción mayor de bienes (cinco octavos del total) pero en lo tocante a los cuadros no se dio por satisfecho: se propuso recuperar los restantes para recomponer la colección. 
El afán de cumplir el sueño de su padre, una pinacoteca accesible al público y llamada Thyssen-Bornemisza, fue -según Hans Heinrich confesó después- lo que le llevó a sumergirse en el coleccionismo. Fue recomprando a sus hermanos las mejores pinturas que habían recibido (como las obras maestras de Holbein y Caravaggio) y a partir de 1954 unió a ellas muchas otras, no solo antiguas sino también modernas: expandió el repertorio hasta el Impresionismo y las vanguardias del siglo XX, una etapa del arte que su padre -de gustos más tradicionales- había ignorado. Así, alternó compras de Duccio, El Greco, Rubens y Goya con Van Gogh, Kandinsky, Picasso, Mondrian, Lucio Fontana... Gracias a sus estancias en Daylesford, trabó cierta amistad con el pintor Lucian Freud, quien vivía cerca, y le encargó dos retratos. Ambos se conservan ahora en el museo de Madrid; uno de ellos, donado en 2023 por Francesca Thyssen-Bornemisza . 
A medida que fue delegando las tareas empresariales en su hijo mayor, el barón pudo dedicar más tiempo a coleccionar. Y contaba para ello con formidables recursos: según publicó la prensa británica en 1988, Heini Thyssen percibía anualmente de sus empresas una cifra equivalente a 10 000 millones de pesetas de entonces (al cambio, 60 millones de euros) e invertía en arte más de la mitad. Esta capacidad de gasto es notable vista ahora, pero resulta asombrosa si tenemos en cuenta que tales cifras de dinero son de los años 80, cuando su poder adquisitivo era muy superior. Con todo, el magnate no pudo adquirir varias obras maestras porque excedieron su presupuesto: acudió a las subastas de los cuadros Aristóteles contemplando el busto de Homero de Rembrandt y Retrato de Juan de Pareja de Diego Velázquez, pero no pudo asumir sus pujas récord (ambas las ganó el Metropolitan Museum de Nueva York); y se cuenta que llegó a apalabrar con el príncipe de Liechtenstein un precio por el Retrato de Ginebra de Benci de Leonardo, pero el trato no llegó a culminarse y la pintura fue vendida (mucho más cara) a la National Gallery de Washington.

### Más matrimonios breves
La segunda boda de Hans Heinrich Thyssen se celebró el 23 de junio de 1954, en Colombo: se casó con la modelo anglo-india Nina Sheila Dyer (1930-1965). Fue una relación comentada en la prensa debido a las costumbres extravagantes de ella, que se paseaba con una pantera y un leopardo comprados en Ceilán; aunque estaban amaestrados, causaban múltiples molestias y destrozos en los hoteles. La pareja no tuvo hijos y se divorciaron el 4 de julio de 1956, tras apenas dos años de matrimonio. Ella tuvo una vida bastante tormentosa: se casó más tarde con el Príncipe Sadruddin Aga Khan, se divorció de él y terminó suicidándose en 1965.
El barón se casó por tercera vez el 17 de septiembre de 1956, en esta ocasión con la modelo Fiona Frances Elaine Campbell-Walter (nacida en 1932), hija del Subalmirante Keith McNeil Walter (Campbell-Walter posteriormente) y su esposa, Frances Henriette Campbell. Tuvieron dos hijos: Francesca (nacida en 1958; contrajo matrimonio con Carlos de Habsburgo-Lorena, archiduque de Austria) y Lorne (nacido en 1963). Francesca ha ganado notoriedad en los últimos años por fomentar el arte contemporáneo. La pareja se divorció el 20 de enero de 1965, y Fiona pasó a tener una controvertida relación con un todavía adolescente Alexander Onassis, 16 años más joven que ella. Alexander era el único hijo varón de Aristóteles Onassis y Athina Mary Livanos, y falleció prematuramente en un accidente de aviación a los 25 años de edad.
Las cuartas nupcias del barón fueron el 13 de diciembre de 1967 con Liane Denise Shorto (nacida en 1942), hija de un banquero brasileño. Tuvieron un hijo, Alexander (nacido en 1974), y se divorciaron el 29 de noviembre de 1984 tras un largo pleito que hizo correr ríos de tinta en la prensa británica y del que ella obtuvo importantes ganancias (se habló de unos 15.000 millones de pesetas, unos 90 millones de euros actuales).

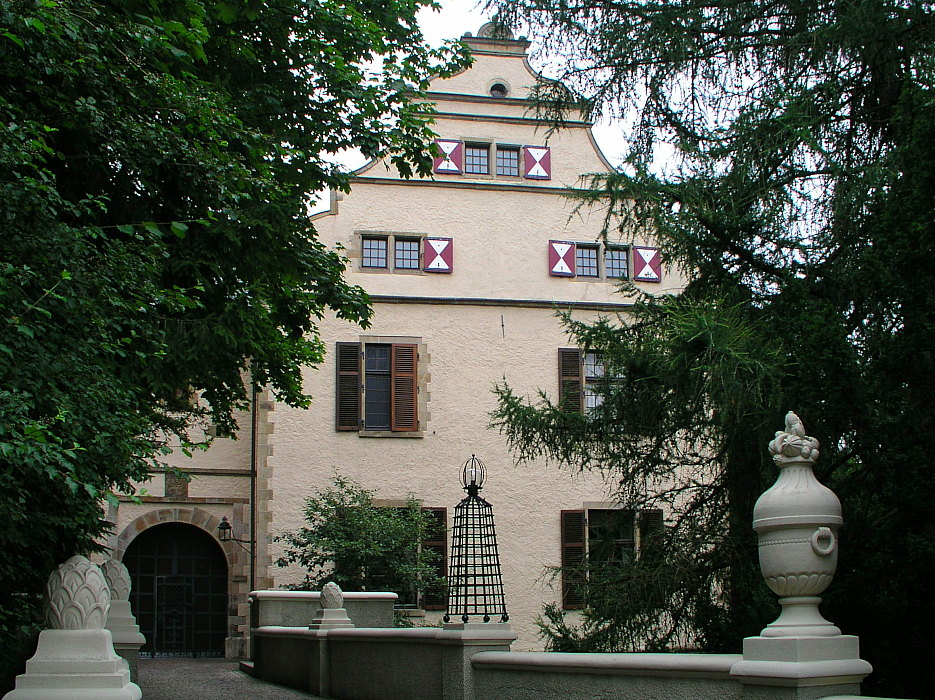
Castillo de los Thyssen en Landsberg, cerca de Essen. Adquirido por el patriarca August Thyssen, cuenta con un panteón donde yacen los miembros de la familia, incluido el barón Hans Heinrich.

### Última esposa: Tita Cervera
Hans Heinrich Thyssen se casó, por quinta y última vez, el 16 de agosto de 1985, con María del Carmen Rosario Soledad Cervera y  Fernández de la Guerra, popularmente conocida como Tita Cervera (nacida en 1943), quien había sido Miss España 1961 y actriz de cine. Se conocieron durante un crucero en Cerdeña en 1981, pero durante cuatro años mantuvieron su relación discretamente ya que él estaba envuelto en un largo litigio para divorciarse de su cuarta esposa. 
El enlace se formalizó en un juzgado inglés, cerca de la mansión de Daylesford, y se celebró un mes después con una fiesta que fue ampliamente cubierta por la prensa rosa española. Entre VIPs de varios países, como Gunilla von Bismarck, Ira von Fürstenberg y el matrimonio Spencer (los padres de la princesa Diana de Gales), la nueva baronesa Carmen Thyssen lució el famoso diamante Estrella de la Paz, de 179 kilates y valorado en tres millones de dólares de la época. Volvería a lucirlo siete años después, en la inauguración del Museo Thyssen-Bornemisza. 
Tras la boda, el barón adoptó al hijo de Carmen, Borja Alejandro (nacido en 1980), de padre entonces no revelado públicamente. Ella había estado casada anteriormente en dos ocasiones: con Lex Barker (1919-1973), actor estadounidense de cine conocido por su papel de Tarzán, y con el productor venezolano de cine Espartaco Santoni.

### Últimos años y fallecimiento
En la primavera de 1994, apenas un año después de vender su colección al Estado español, Heini Thyssen tuvo que ser operado dos veces por problemas cardíacos, y pocos meses después sufrió una seria apoplejía de la que no se recuperó totalmente. Perdió la movilidad de un brazo y en sus últimos años tuvo que restringir las apariciones públicas. Su situación anímica se vio afectada por un pleito familiar, por cuestiones de herencia, que sólo llegó a solucionar con un acuerdo (bautizado por los medios como El Pacto de Basilea) suscrito poco antes de morir. 
Murió en San Feliu de Guíxols, España. Fue enterrado en el panteón familiar del castillo de Landsberg, sito en la cuenca del Ruhr cerca de Essen, Alemania.

## Coleccionismo
Habitualmente se atribuye la grandeza de la Colección Thyssen-Bornemisza al padre de Hans Heinrich porque en apenas una década (1928-1938) obtuvo numerosas pinturas antiguas de gran calidad y de autores ya muy raros de ver en manos privadas. El contexto le fue propicio: el crack del 29 y las turbulencias del periodo de entreguerras quebrantaron muchas colecciones de la nobleza europea (como los Spencer y los Barberini) y de los magnates de Estados Unidos (como J. P. Morgan, Jr. y Otto Kahn), de modo que el mercado del arte vio circular piezas magistrales a precios ventajosos. Tales circunstancias coincidieron con el éxito industrial de los Thyssen, que dispusieron de ingentes sumas de dinero para comprar (muchas veces anónimamente, mediante marchantes) obras mayores de renacimiento alemán, Escuela flamenca y primitivos italianos que en poco tiempo se agotarían casi totalmente por el auge comprador de los museos y mecenas norteamericanos. Este núcleo inicial de obras aseguró a la colección una categoría mundial, pero fue en realidad el segundo barón, Heini, el artífice de su riqueza y amplitud actuales: la reunificó y consolidó reabriendo el museo familiar de Lugano, la reforzó con más maestros antiguos, desde Duccio hasta Goya, y a partir de 1960 la expandió al Impresionismo y el arte del siglo XX, dándole un perfil enciclopédico que la hizo única dentro del coleccionismo privado.

### Maestros antiguos y modernos

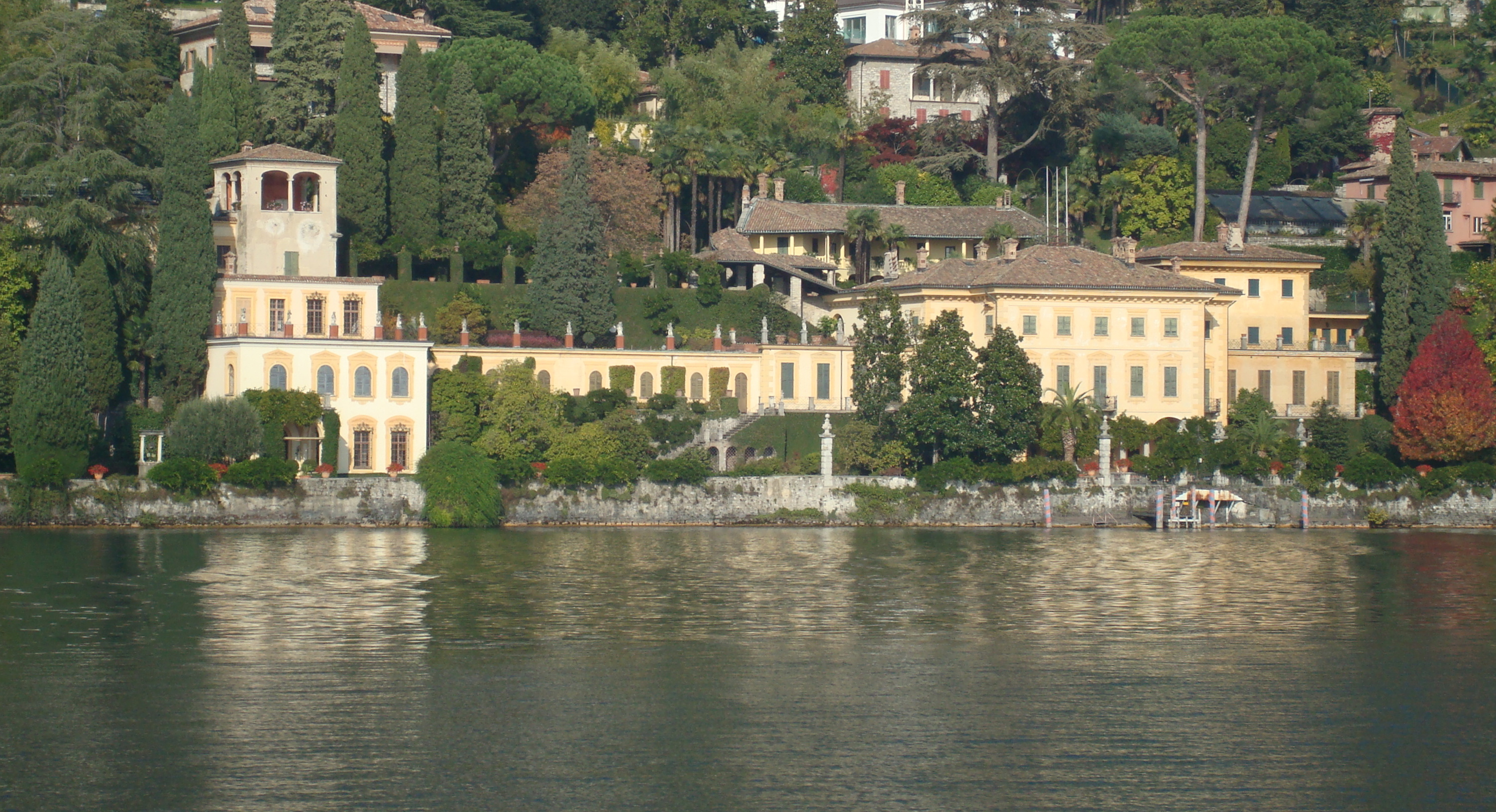
Villa Favorita, sede principal de la colección en Lugano entre 1936 y 1992.

Hans Heinrich siempre reconoció que su afición por el arte se manifestó tardíamente, espoleada en un principio por el deseo de recomponer la colección paterna. Sus hermanos habían impugnado con éxito la disposición testamentaria que fijaba la continuidad del museo de Lugano, y él tuvo de recomprarles varios cuadros importantes. Esta tarea la prosiguió hasta 1986-88, cuando recuperó La Madonna de la humildad de Fra Angelico y La ninfa de la fuente de Cranach. No pudo reunirlo todo; una Virgen con el Niño de Durero (Madonna Haller) recaló en la National Gallery de Washington, un Retrato de Juliano de Médici por Botticelli pasó a la colección Crespi de Milán y dos importantes cuadros de Rembrandt que heredó su hermana Gabrielle terminaron en museos europeos: el famoso cuadro juvenil Tobías y Ana con el cabrito se vendió al Rijksmuseum de Ámsterdam en 1979, y Cupido haciendo pompas de jabón se subastó en 1995 y pasó al Museo Liechtenstein de Viena.
Hasta 1954 Hans Heinrich no empezó a sumar piezas ajenas a su padre, pero a partir de entonces lo hizo con entusiasmo a lo largo de cuatro décadas. Ese año compró una Anunciación de El Greco, y tras recomprar seis de las esculturas de Rodin que habían pertenecido a su abuelo August en 1956, fue enriqueciendo el conjunto con más maestros antiguos: Duccio (Cristo y la samaritana, adquirido en 1971), Lorenzo Monaco (La Virgen con el Niño y ángeles, en 1981), Antonello da Messina (Retrato de hombre, en 1964), Robert Campin, Petrus Christus (La Virgen del árbol seco, en 1965), Palma el Viejo (La bella), Bronzino (San Sebastián, en 1985), Domenico Beccafumi (tondo de La Virgen con el Niño y san Juanito, en 1981), Tintoretto (El Paraíso, en 1980), Willem Kalf, Boucher, Fragonard, Chardin, Canaletto, Goya (Retrato de Asensi Juliá)... En 1976 consiguió un Autorretrato con gorra y dos cadenas de Rembrandt, de autoría entonces discutida y luego autentificado por la Comisión Rembrandt. Todavía en 1989, firmado ya el préstamo de la colección a España, sumó una Adoración de los pastores de Joachim Wtewael, y en 1990 pagó una cifra récord por La esclusa, obra capital de John Constable. 
Paralelamente, a partir de 1961 empezó a expandir el arco temporal de la colección hasta el arte impresionista, moderno y contemporáneo. Su primera compra en este campo fue una acuarela de Emil Nolde, y llegó a reunir un nutrido repertorio del expresionismo alemán, estilo por el cual confesó sentir especial simpatía porque había sido tachado de «arte degenerado» por el régimen nazi. 
Luego sumó ejemplos de otros movimientos artísticos que su padre había despreciado: Impresionismo (Renoir, Monet, Degas, Pissarro), postimpresionismo (Van Gogh, Toulouse-Lautrec, Paul Gauguin), los inicios de la pintura abstracta con Kandinsky, Cubismo (Pablo Picasso, Braque, Juan Gris), Constructivismo ruso (Liubov Popova), Surrealismo (Dalí, Magritte, Yves Tanguy)... Llegó a cubrir el arte más reciente, hasta la década de 1980, pues también se interesó por la figuración europea de posguerra (Balthus, Francis Bacon, Lucian Freud), el arte abstracto estadounidense (Jackson Pollock, Mark Rothko), el pop art (Tom Wesselmann, David Hockney) y el hiperrealismo (Richard Estes). 
En resumen, todas las obras de la colección a partir del realismo del siglo XIX fueron adquiridas por él.

### De Lugano a España

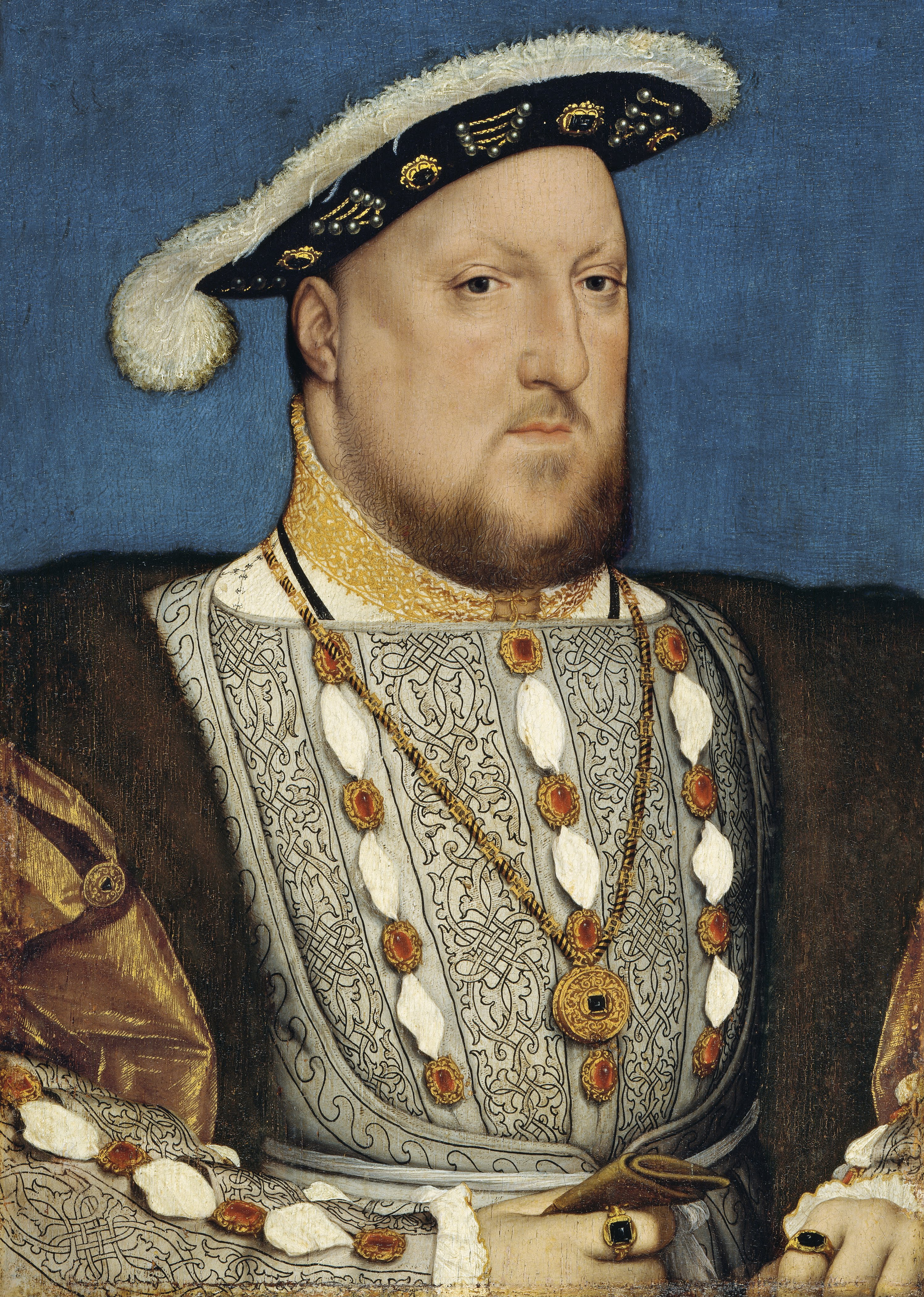
Retrato de Enrique VIII de Inglaterra, obra maestra de Holbein y una de las joyas de la colección. Al igual que Jan van Eyck y Ghirlandaio, Holbein carecía de presencia en los museos españoles y sus obras ya no salen a la venta. El acuerdo Thyssen fue la única (y última) opción para que el Estado español enriqueciera las colecciones públicas con estos y otros grandes maestros.

Preocupado por el riesgo de que sus herederos volviesen a disgregrar la colección, en la década de 1980 el barón planeó ampliar la galería de Villa Favorita y blindarla jurídicamente mediante una fundación. Encargó proyectos a cinco firmas de arquitectura y eligió el de James Stirling; pero las dudas sobre la viabilidad económica de un gran museo en Lugano, y la tibia reacción de las autoridades locales, le llevaron a desechar tal idea y buscar una nueva sede fuera de Suiza.
La noticia de que el barón barajaba «depositar» su fabulosa pinacoteca causó sensación tanto en Europa como en América, despertando el interés de diversos países. A ello estaba contribuyendo una intensa agenda de exposiciones, que en apenas cinco años dio a conocer la colección en Londres, París, Florencia, Madrid, Rusia y siete ciudades de Estados Unidos. El barón llegó a intercambiar exposiciones con la Unión Soviética en los albores de la Perestroika, acogiendo en Villa Favorita valiosas obras de arte moderno del Museo Pushkin y del Hermitage. 
Las ofertas para albergar la colección no tardaron en llegar: París ofrecía el Petit Palais, el príncipe Carlos de Inglaterra voló a Lugano, Margaret Thatcher recibió al barón en su residencia oficial de Downing Street e incluso el parque Disneyworld de Orlando expresó su interés. La oferta más generosa partió de la Fundación Getty de California: se habló de 300.000 millones de pesetas, pero al barón no le gustaba el edificio propuesto, y además quería que su colección perviviese como ente propio, manteniendo su denominación Thyssen-Bornemisza. 
Coincidiendo con estas propuestas, su esposa Carmen Cervera le sugirió sondear al Gobierno de España. El barón y el gobierno de Felipe González habían mantenido contactos en 1986 para la compra de La marquesa de Santa Cruz, valioso cuadro de Goya exportado ilegalmente, y aunque Heini finalmente no patrocinó esta operación, sí se reunió con varias autoridades españolas a las que (animado por Carmen) propuso depositar su colección en Madrid. Precisamente en esas fechas (1986-87) el barón expuso 117 cuadros modernos en la Biblioteca Nacional y en el Palacio de la Virreina de Barcelona, y 50 cuadros antiguos en la Academia de San Fernando.
Finalmente, tras más de un año de discretas negociaciones (en las que participó Luis Gómez-Acebo, duque de Badajoz), el barón llegó a un acuerdo con el Gobierno español en 1988 para instalar la colección en la capital de España, en régimen de alquiler pagado (3 millones de dólares al año). Fruto de ello es el Museo Thyssen-Bornemisza inaugurado en el palacio de Villahermosa en octubre de 1992, con más de 700 obras, entre ellas el «core» o núcleo que el barón deseaba mantener unido: 451 pinturas de gran calidad y rareza. La fórmula de préstamo fue una solución transitoria, y tras apenas un año de funcionamiento del museo, el barón y sus herederos accedieron a vender la colección al Estado español por 350 millones de dólares (al cambio de entonces, 44.100 millones de pesetas); una cifra considerable, pero muy inferior al valor estimado (1.200 millones de dólares; 151.200 millones de pesetas). El contrato de compraventa (revisado, por la parte española, por el abogado Rodrigo Uría Meruéndano) incluía obligaciones como mantener la colección unida, sin revender ninguna de las obras, así como cubrir el déficit financiero que el nuevo museo pudiese generar en su funcionamiento; condiciones difíciles de cumplir en una gestión privada y que ayudan a explicar la importante rebaja en el monto económico del acuerdo. La prensa internacional ensalzó la operación como una ganga, y la noticia alcanzó tal resonancia que el periódico The New York Times la destacó en su portada. En esas fechas se presentó en el Monasterio de Pedralbes de Barcelona una selección de 60 obras, desde Fra Angelico hasta Canaletto, prestada en depósito a largo plazo por el museo madrileño; la cual sería trasladada al MNAC de Barcelona una década después. 
En 1988, como agradecimiento a su contribución cultural, Juan Carlos I de España le concedió la gran cruz de la Orden de Carlos III. Y su esposa, Carmen Cervera, recibió la Banda de dama de la Orden de Isabel la Católica.

## Libro de memorias
Tras varios aplazamientos, en octubre de 2014 se publicó un libro de memorias del barón (Yo, el barón Thyssen) a cargo de la editorial Planeta. Perfilado por el periodista José Antonio Olivar, quien conocía al barón desde 1985, cuenta con la supervisión de Carmen Cervera y se basa en grabaciones magnetofónicas efectuadas por Hans Heinrich, complementadas con documentación y fotografías de la familia.
25 años antes, en 1989, el escritor José Luis de Vilallonga había sido contratado por los Thyssen para la redacción de una biografía del barón, pero el proyecto se malogró y desembocó en un agrio desacuerdo entre las partes.

## Ancestros
|  |                                                         |  |  |  |  |  |  |  |  |  |  |  |  |  |  |  |
|  | 16. Nikolaus Thyssen                                    |  |  |  |  |  |  |  |  |  |  |  |  |  |  |  |
|  |                                                         |  |  |  |  |  |  |  |  |  |  |  |  |  |  |  |
|  |                                                         |  |  |  |  |  |  |  |  |  |  |  |  |  |  |  |
|  | 8. Johann Friedrich Thyssen                             |  |  |  |  |  |  |  |  |  |  |  |  |  |  |  |
|  |                                                         |  |  |  |  |  |  |  |  |  |  |  |  |  |  |  |
|  |                                                         |  |  |  |  |  |  |  |  |  |  |  |  |  |  |  |
|  | 17. Christine Nellessen                                 |  |  |  |  |  |  |  |  |  |  |  |  |  |  |  |
|  |                                                         |  |  |  |  |  |  |  |  |  |  |  |  |  |  |  |
|  |                                                         |  |  |  |  |  |  |  |  |  |  |  |  |  |  |  |
|  | 4. August Thyssen                                       |  |  |  |  |  |  |  |  |  |  |  |  |  |  |  |
|  |                                                         |  |  |  |  |  |  |  |  |  |  |  |  |  |  |  |
|  |                                                         |  |  |  |  |  |  |  |  |  |  |  |  |  |  |  |
|  | 18. Isaak Thyssen                                       |  |  |  |  |  |  |  |  |  |  |  |  |  |  |  |
|  |                                                         |  |  |  |  |  |  |  |  |  |  |  |  |  |  |  |
|  |                                                         |  |  |  |  |  |  |  |  |  |  |  |  |  |  |  |
|  | 9. Katharina Thyssen                                    |  |  |  |  |  |  |  |  |  |  |  |  |  |  |  |
|  |                                                         |  |  |  |  |  |  |  |  |  |  |  |  |  |  |  |
|  |                                                         |  |  |  |  |  |  |  |  |  |  |  |  |  |  |  |
|  | 19. Margaretha Kluck                                    |  |  |  |  |  |  |  |  |  |  |  |  |  |  |  |
|  |                                                         |  |  |  |  |  |  |  |  |  |  |  |  |  |  |  |
|  |                                                         |  |  |  |  |  |  |  |  |  |  |  |  |  |  |  |
|  | 2. Heinrich, I Barón Thyssen-Bornemisza de Kászon       |  |  |  |  |  |  |  |  |  |  |  |  |  |  |  |
|  |                                                         |  |  |  |  |  |  |  |  |  |  |  |  |  |  |  |
|  |                                                         |  |  |  |  |  |  |  |  |  |  |  |  |  |  |  |
|  | 20. Heinrich Pelzer                                     |  |  |  |  |  |  |  |  |  |  |  |  |  |  |  |
|  |                                                         |  |  |  |  |  |  |  |  |  |  |  |  |  |  |  |
|  |                                                         |  |  |  |  |  |  |  |  |  |  |  |  |  |  |  |
|  | 10. Johann-Heinrich Pelzer                              |  |  |  |  |  |  |  |  |  |  |  |  |  |  |  |
|  |                                                         |  |  |  |  |  |  |  |  |  |  |  |  |  |  |  |
|  |                                                         |  |  |  |  |  |  |  |  |  |  |  |  |  |  |  |
|  | 21. Katharina Endemann                                  |  |  |  |  |  |  |  |  |  |  |  |  |  |  |  |
|  |                                                         |  |  |  |  |  |  |  |  |  |  |  |  |  |  |  |
|  |                                                         |  |  |  |  |  |  |  |  |  |  |  |  |  |  |  |
|  | 5. Hedwig Pelzer                                        |  |  |  |  |  |  |  |  |  |  |  |  |  |  |  |
|  |                                                         |  |  |  |  |  |  |  |  |  |  |  |  |  |  |  |
|  |                                                         |  |  |  |  |  |  |  |  |  |  |  |  |  |  |  |
|  | 22. Ferdinand Troost                                    |  |  |  |  |  |  |  |  |  |  |  |  |  |  |  |
|  |                                                         |  |  |  |  |  |  |  |  |  |  |  |  |  |  |  |
|  |                                                         |  |  |  |  |  |  |  |  |  |  |  |  |  |  |  |
|  | 11. Hedwig Troost                                       |  |  |  |  |  |  |  |  |  |  |  |  |  |  |  |
|  |                                                         |  |  |  |  |  |  |  |  |  |  |  |  |  |  |  |
|  |                                                         |  |  |  |  |  |  |  |  |  |  |  |  |  |  |  |
|  | 23. Anna Verhaes                                        |  |  |  |  |  |  |  |  |  |  |  |  |  |  |  |
|  |                                                         |  |  |  |  |  |  |  |  |  |  |  |  |  |  |  |
|  |                                                         |  |  |  |  |  |  |  |  |  |  |  |  |  |  |  |
|  | 1. Hans Heinrich, II Barón Thyssen-Bornemisza de Kászon |  |  |  |  |  |  |  |  |  |  |  |  |  |  |  |
|  |                                                         |  |  |  |  |  |  |  |  |  |  |  |  |  |  |  |
|  |                                                         |  |  |  |  |  |  |  |  |  |  |  |  |  |  |  |
|  | 24. Barón Pál Bornemisza de Kászon et Impérfalva        |  |  |  |  |  |  |  |  |  |  |  |  |  |  |  |
|  |                                                         |  |  |  |  |  |  |  |  |  |  |  |  |  |  |  |
|  |                                                         |  |  |  |  |  |  |  |  |  |  |  |  |  |  |  |
|  | 12. Barón Albert Bornemisza de Kászon et Impérfalva     |  |  |  |  |  |  |  |  |  |  |  |  |  |  |  |
|  |                                                         |  |  |  |  |  |  |  |  |  |  |  |  |  |  |  |
|  |                                                         |  |  |  |  |  |  |  |  |  |  |  |  |  |  |  |
|  | 25. Condesa Klára Mikes de Zabola                       |  |  |  |  |  |  |  |  |  |  |  |  |  |  |  |
|  |                                                         |  |  |  |  |  |  |  |  |  |  |  |  |  |  |  |
|  |                                                         |  |  |  |  |  |  |  |  |  |  |  |  |  |  |  |
|  | 6. Barón Gábor Bornemisza de Kászon et Impérfalva       |  |  |  |  |  |  |  |  |  |  |  |  |  |  |  |
|  |                                                         |  |  |  |  |  |  |  |  |  |  |  |  |  |  |  |
|  |                                                         |  |  |  |  |  |  |  |  |  |  |  |  |  |  |  |
|  | 26. Conde Gábor Kornis de Göncz-Ruszka                  |  |  |  |  |  |  |  |  |  |  |  |  |  |  |  |
|  |                                                         |  |  |  |  |  |  |  |  |  |  |  |  |  |  |  |
|  |                                                         |  |  |  |  |  |  |  |  |  |  |  |  |  |  |  |
|  | 13. Condesa Gabrielle Kornis de Göncz-Ruszka            |  |  |  |  |  |  |  |  |  |  |  |  |  |  |  |
|  |                                                         |  |  |  |  |  |  |  |  |  |  |  |  |  |  |  |
|  |                                                         |  |  |  |  |  |  |  |  |  |  |  |  |  |  |  |
|  | 27. Condesa Zsófia Kuún de Osdola                       |  |  |  |  |  |  |  |  |  |  |  |  |  |  |  |
|  |                                                         |  |  |  |  |  |  |  |  |  |  |  |  |  |  |  |
|  |                                                         |  |  |  |  |  |  |  |  |  |  |  |  |  |  |  |
|  | 3. Baronesa Margit Bornemisza de Kászon et Impérfalva   |  |  |  |  |  |  |  |  |  |  |  |  |  |  |  |
|  |                                                         |  |  |  |  |  |  |  |  |  |  |  |  |  |  |  |
|  |                                                         |  |  |  |  |  |  |  |  |  |  |  |  |  |  |  |
|  | 28. Joseph Price                                        |  |  |  |  |  |  |  |  |  |  |  |  |  |  |  |
|  |                                                         |  |  |  |  |  |  |  |  |  |  |  |  |  |  |  |
|  |                                                         |  |  |  |  |  |  |  |  |  |  |  |  |  |  |  |
|  | 14. James Price                                         |  |  |  |  |  |  |  |  |  |  |  |  |  |  |  |
|  |                                                         |  |  |  |  |  |  |  |  |  |  |  |  |  |  |  |
|  |                                                         |  |  |  |  |  |  |  |  |  |  |  |  |  |  |  |
|  | 29. Matilda Louise Anderson                             |  |  |  |  |  |  |  |  |  |  |  |  |  |  |  |
|  |                                                         |  |  |  |  |  |  |  |  |  |  |  |  |  |  |  |
|  |                                                         |  |  |  |  |  |  |  |  |  |  |  |  |  |  |  |
|  | 7. Mathilde Louise Price                                |  |  |  |  |  |  |  |  |  |  |  |  |  |  |  |
|  |                                                         |  |  |  |  |  |  |  |  |  |  |  |  |  |  |  |
|  |                                                         |  |  |  |  |  |  |  |  |  |  |  |  |  |  |  |
|  | 30. Samuel Harlan                                       |  |  |  |  |  |  |  |  |  |  |  |  |  |  |  |
|  |                                                         |  |  |  |  |  |  |  |  |  |  |  |  |  |  |  |
|  |                                                         |  |  |  |  |  |  |  |  |  |  |  |  |  |  |  |
|  | 15. Sarah Harlan                                        |  |  |  |  |  |  |  |  |  |  |  |  |  |  |  |
|  |                                                         |  |  |  |  |  |  |  |  |  |  |  |  |  |  |  |
|  |                                                         |  |  |  |  |  |  |  |  |  |  |  |  |  |  |  |
|  | 31. Susan Fairlamb                                      |  |  |  |  |  |  |  |  |  |  |  |  |  |  |  |
|  |                                                         |  |  |  |  |  |  |  |  |  |  |  |  |  |  |  |
|  |                                                         |  |  |  |  |  |  |  |  |  |  |  |  |  |  |  |

| Predecesor: Heinrich Thyssen-Bornemisza (I Barón) | Barón Thyssen-Bornemisza de Kászon 26 de junio de 1947 - 2 de abril de 2002 | Sucesor: Georg Heinrich Thyssen-Bornemisza (III Barón) |